# Miss Marple
Jane Marple, avagy Miss Marple Agatha Christie több regényének szereplője. A kitalált St. Mary Meadben él (a falu nevének jelentése: Szűzmáriarét). Christie anyai nagyanyjáról mintázta, aki „szintén rózsaszínű és fehér öreg hölgy volt, s bár a legvédettebb viktoriánus életet élte, mindig úgy tűnt, hogy közeli ismerőse az emberi gonoszság mélységeinek. (…) Derűs kedélye ellenére mindig mindenről és mindenkiről a legrosszabbat feltételezte, és az általában – majdhogynem ijesztő pontossággal – be is bizonyosodott.”
Első ízben A kedd esti klub című novellában szerepelt, amely a The Royal Magazine-ben jelent meg 1927-ben. Az első regény, amelyben megjelent, az 1930-as Gyilkosság a paplakban volt. Az írónő 2008-ban megtalált, magnószalagra rögzített visszaemlékezései szerint nem volt szándékában további regényekben szerepeltetni. A róla szóló regények és elbeszélések a világ 27 nyelvén jelentek meg.
Életrajzát Anne Hart írta meg The Life and Times of Miss Jane Marple című, 1985-ben megjelent könyvében.

## A szereplő megszületése és fejlődése
Önéletrajzában Agatha Christie Miss Marple megformálását egy korábbi művéhez, Az Ackroyd-gyilkossághoz (1926) kapcsolja: „Valószínűleg Miss Marple azért született meg, mert nagy örömöt okozott nekem Caroline, Dr. Sheppard nővérének megformálása Az Ackroyd-gyilkosságban. Abban a könyvben ő volt a kedvenc szereplőm: egy savanyú, de kíváncsiskodó vénlány, aki beleüti az orrát mindenbe, aki mindent tud, és mindent hall”. A továbbiakban így írt róla: „Miss Marple hatvanöt-hetvenéves korában „született meg”, ami ugyanolyan szerencsétlen körülménynek bizonyult, mint Poirot esetében, hiszen még nagyon sokáig velem maradt – ha lett volna bennem egy kis előrelátás, akkor első detektívemül egy koraérett iskolás fiút választottam volna, aki azután nyugodtan öregedhetett volna velem együtt”. Első ízben A Kedd Esti Klub című novellában szerepelt, amely a The Royal Magazine-ben jelent meg 1927 decemberében. A vénkisasszony 1930-ban debütált először regényben (Gyilkosság a paplakban), ezt követően pedig a Tizenhárom rejtély című novellagyűjteményben bukkant fel két évvel később, de regényben csak 1942-ben, a Holttest a könyvtárszobában című műben. Mivel népszerűsége Hercule Poirot-éval vetekedett, az ezt követő évtizedben egyre több esetben bukkant fel. Az utolsó nyomtatásban megjelent eset idején 110 éves lett volna, figyelembe véve az első megjelenés óta eltelt időt.
Miss Marple előképe Anna Katherine Green amerikai írónő 1897-ben megjelent Az az ügy a szomszédban című detektívtörténetének főszereplője volt. Amelia Butterworth éles elméjű vénkisasszony volt, aki kellő tapintattal terelgette a bizonytalan nyomozót az eset megoldása felé. A regény egyébként Agatha Christie egyik gyerekkori kedvence volt, nyolcévesen olvasta föl neki Madge nővére.
A Marple név először Agatha Christie jegyzetfüzetében egy Mr. Quin-novella (A halott Harlequin) kapcsán jelent meg, még mint Marple Hall. Az írónő is járt abban a komor, cheshire-i kúriában, amely ezt a nevet viselte. Ő maga vallott róla, hogy innen kölcsönözte a nevet.
Leszámítva az első regényt (Gyilkosság a paplakban), ahol a későbbi regényektől eltérően elég rosszmájúnak mutatkozik, Miss Marple jelleme nem változik a Christie-regényekben. Az életkora előrehaladtával előjönnek egyes öregkori bántalmak, amelyek megnehezítik hobbijainak gyakorlását, de egyénisége mit sem változik. Változik viszont a művekben játszott szerepe: a kezdetben kissé komikus vénkisasszonyból Nemezis és az ártatlanok védelmezője lesz.

## Egyénisége és családja

### Életrajza
Miss Marple fiatalkori éveiről keveset tudni, leszámítva az egyes regényekben előforduló apró megjegyzéseket, utalásokat. Alakja először akkor bukkan fel, amikor már 65-70 éves és a Gyilkosság a paplakban című regényben nyomoz. A Nem csalás, nem ámítás című műben maga Miss Marple is elismeri, nehéz elképzelni, hogy „valamikor az öregek is fiatalok voltak, copfot hordtak, tizedes törtekkel meg kötelező olvasmányokkal bajlódtak”.
A Nem csalás, nem ámítás regény információiból kikövetkeztethető, hogy Jane Marple valamikor az 1870-es években született. Ritkán beszél az apjáról és anyjáról, de a különböző utalásokból nyilvánvaló, hogy nagyanyjáról olyan benyomása maradt, hogy úri hölgy lehetett. Az írásokban különböző fontos események kerülnek megörökítésre. Az egyik az az esemény, amikor tizennégy éves korában Londonba látogatott Helen nénikéjével és Thomas bácsikájával, s ez idő alatt a Bertram Szállóban laktak. A második tizenhat éves korában történt, amikor Firenzében tanult egy darabig egy lánynevelő intézetben. Ekkor még azt tervezte, hogy a leprások közé megy nővérnek. Ott tartózkodásakor ismerkedett meg Carrie Louise és Ruth Martinnal, két amerikai lánnyal, akik jó barátnői lettek, és azok is maradtak sok év elteltével is. Miss Marple segített megoldani egy gyilkossági ügyet, amely Carrie Louise birtokán történt a Nem csalás, nem ámítás című regényben. Carrie Louise és Ruth Martin együtt összesen hatszor mentek férjhez, ám Miss Marple mindvégig hajadon maradt, az igazi falusi vénkisasszony klasszikus megtestesítője. Fiatal korában számos kérője akadt, ám senki nem tudta elnyerni örökre a szívét. Az is kikövetkeztethető, hogy valamikor szeretett táncolni, mint azt megjegyzi a Rejtély az Antillákon című regényben. Mivel „hosszú időn át ápolónőként dolgozott”, van némi ismerete a vegyszerekről és gyógyszerekről, ám gyakorlatilag semmit sem tudni arról, hogy mi történt fiatal kora és a detektív évei közötti időszakban. Valaha volt egy udvarlója, akit a szülei eltanácsoltak. Évekkel később újra összetalálkozott vele – igazán rettenetes ember lett belőle. Egy másik fiatalember viszont – akit a család partiképesnek talált – unalmasnak bizonyult.
Tekintve korát és múltját, Miss Marple napi tevékenységét a ház körüli teendők töltötték ki. Kedvenc időtöltése a kötögetés. Ezt a hobbiját egyúttal félrevezetésnek is szánta, miközben a tanúkat kihallgatta. Szeretett ezen kívül kertészkedni (japánkertet is épített), és a madarakat figyelni. Mindkét hobbi hasznosnak bizonyult a szomszédai megfigyelésekor, illetve abból a szempontból, hogy így rajta tarthatta a faluban zajló történéseken a szemét. Tevékenységeit számos betegség korlátozta. Krónikus bronchitisben és tüdőgyulladásban szenvedett, és ez utóbbiból csak azután gyógyult ki, miután követte a régi orvosa, Dr. Haydock tanácsait, aki szerint „egy jó kis szaftos gyilkosság kellene”. Egészségügyi problémái hallatán unokaöccse, Raymond West különféle dolgokkal próbálja lekötni a figyelmét, például befizet neki egy utat a Karib-tengerre, és felfogad mellé egy házvezetőnőt. Miss Marple nem szerette az egyik ápolónőjét, Miss Knightot. Két további emlékezetes segítője Cherry Baker és a rettenthetetlen Lucy Eylesbarrow volt.
Tipikusan viktoriánus vénkisasszony – magas, sovány, rózsás-fehéres arcú, porcelánkék szemű, hófehér hajú. Szelíden, kissé félénken viselkedik, de alapvetően hivatásos pletykafészek, nem is mindig a jóindulatú fajtából. Jellemző tulajdonsága a kíváncsiság – amit saját maga „érdeklődés”-nek nevez –, valamint szereti mások beszédét hallgatni. Igazságtisztelő és szavahihető személy, de szükség esetén meglepő hitelességgel tud hazudni. Az emberekben ritkán bízik meg, jóformán mindenkiről a legrosszabbat feltételezi, és véleménye szerint 90%-ban igaza van. Az anyjától és nagyanyjától örökölt hagyományokhoz tartja magát, melyek szerint egy igazi úrihölgy nem rémül meg és nem lepődik meg.
Saját bevallása szerint ízlése „reménytelenül ómódi”: a festészetben Mr. Alma-Tademát és Frederic Leightont csodálja. Ugyanakkor nosztalgiával emlékezik a régi, szép időkre, a hagyományos angol életmódra (mint például a kihalófélben lévő ötórai tea és a hozzátartozó vajas sütemény). Ez leginkább A Bertram Szálló című regényben tűnik ki, amikor néhány napig a londoni, békebeli időkből fennmaradt patinás szállodában vendégeskedik.
Ha bűnügy történik a közelben, nem nyugszik, amíg valamilyen formában közvetlen kapcsolatba nem tud kerülni a nyomozással: kötelességtudatból, valakinek a kérésére, vagy egyszerűen csak aggodalomból. Az is előfordul, hogy a saját pénzéből is áldoz az ügy felderítésére. Többször átveszi a kezdeményezést, és csapdát állít a gyilkosnak, olykor a saját életét is kockára teszi, sőt egyszer saját kezűleg akadályoz meg egy újabb gyilkosságot. A gyilkosságok felderítésében sokat segít hosszú élettapasztalata: az egyes embereket mindig falubeli ismerőseihez hasonlítja. A megfigyelőképessége jobb az átlagosnál, és feltűnően kiválóak az asszociációs képességei. Unokaöccse szerint az agya olyan, akár egy mosogatódézsa – Miss Marple véleménye szerint azonban a „mosogatódézsára nagy szükség van a háztartásban, és voltaképpen rendkívül higiénikus használati tárgy.” Több bűnügyben jó hasznát veszi a fiatal lányokkal szerzett tapasztalatainak, ugyanis a Szent Ágnes árvaház neveltjeit szokta szobalánynak betanítani, és könnyen rájön, mikor áll szemben hazugsággal.

### Rokonai, ismerősei
Egyik nagybátyja, Thomas bácsi, Elyben volt kanonok, másik, szintén Thomas nevű bácsikája admirális volt. Henry nevű tréfás kedvű bácsikájának a foglalkozása nem ismert. Fanny nénikéjétől származik az a mondás, amelyet Miss Marple idősebb korában szívesen idézett: „A fiatalok azt hiszik, hogy az öregek mind ostobák; de az öregek tudják, hogy a fiatalok ostobák!” Két unokafivére, Anthony és Gordon teljesen eltérő pályát futottak be: Anthonynak minden sikerült, Gordonnak a balsiker jutott. Miss Marple távolabbi rokonságában főrendűek is akadtak, például Lady Merridew.
Miss Marple egyik unokaöccse, a „jól ismert író” Raymond West és felesége, Joan (az első felbukkanásakor még Joyce), modern művész, 1932-ben jelentek meg a Tizenhárom rejtélyben. Raymond elnéző szeretettel viseltet nagynénje iránt, akit azonban „őskori maradvány”-nak nevez. Feleségével együtt többször londoni tartózkodással, illetve utazással ajándékozzák meg Miss Marple-t, betegsége után pedig felfogadnak nagynénjüknek egy társalkodónőt, hogy ne legyen egyedül a házban.
Miss Marple-nak több keresztgyermeke van, közülük több írásban is szerepel kedvence, a Ducinak becézett Diana Harmon, a Clipping Cleghornban szolgáló tudós Julian Harmon tiszteletes felesége.
Régi jó barátja Sir Henry Clithering, a Scotland Yard nyugállományba vonult főnöke.
Háziorvosa Dr. Haydock, ugyanakkor jó barátja és szövetségese is. Ha Miss Marple megkéri, akkor éghajlatváltozást ír elő neki, hogy feltűnés nélkül tudjon közel kerülni a bűntény színhelyéhez. Ismerve betege lelkialkatát, az influenzát követő jellegzetes depresszió megelőzésére bűnügyi rejtvényfejtést javasol neki, és a gyógymód hatásosnak bizonyul.

### Módszerei
Miss Marple nem hivatásos nyomozó. Mint azt Raymond West megjegyezte egyik barátjának: „Van, aki elköveti, van, aki belekeveredik, és van, aki rájön a nyitjára. Jane néném a harmadik kategóriába tartozik.” Sir Henry Clithering a következőképpen jellemezte, amikor Craddock felügyelővel beszélgetett: „Jó, ha megjegyzi magának: egy idősebb, férjezetlen hölgy, aki csak a kötőtűinek meg a kertjének él, fejhosszal lehagy minden nyomozót. Ő pontosan tudja, hogy mi történhetett, hogy minek kellett történnie, sőt azt, hogy valójában mi is történt. Még azt is megmondhatja, hogy miért történt úgy!”
Miss Marple számos fontos előfeltétellel rendelkezett, amelyek a bűnesetek megoldásához kellettek. Korát és külsejét álcának használta, rögtön észrevette a nyilvánvaló dolgokat. Könnyű volt alábecsülni, mert totyogó, szenilis vénkisasszonynak tűnt, aki ártalmatlan kérdéseket tett fel a gyanúsítottaknak kihallgatás közben. Napi tevékenységei – a kötögetés, a kertészkedés, a bevásárlás, a teázgatás és a madarak figyelése – során fogódzkodókat keresett, kérdéseket tett föl, és meghallgatta a tanúkat. Miután elegendő tényanyaggal rendelkezett, megítélte fontosságukat, és logikusan elrendezte őket. Mindig párhuzamot állított a falujából, St. Mary Meadből ismert személyekkel, akiknek ismerte viselkedését, belső titkaikat, és ez nagyban hozzásegítette a gyilkos felderítéséhez."
Összehasonlítva Hercule Poirot-val, Agatha Christie másik híres nyomozójával számos közös tulajdonság is felfedezhető kettejük között. Mindketten idősek, egyedülállók, szorosabb családi kötelékek nélkül (Miss Marple esetében azonban ott van Raymond West, aki rajong nénikéje iránt). Munkamódszerük is szinte azonos, mindketten az emberek lélektanára alapoznak, valamint az emberi természet ismeretére a bűnügyek felgöngyölítésénél. Miss Marple élettapasztalatának legjavát szülőfalujában, St. Mary Meadben szerezte, keveset utazott, ellentétben Poirot-val, aki tapasztalatát rendőri előéletének köszönheti, és számos bűnügyi esetet oldott meg Anglián kívül is. Poirot népszerű detektív, az emberek hozzá fordulnak a bűnesetek megoldását kérve, Miss Marpe azonban ismeretlen, csak közeli barátai ismerik különleges képességeit, és rendszerint belecsöppen a bűnügyekbe. A két nyomozó lényeges közös tulajdonsága a motivációjuk: mindketten helytelenítik a gyilkosságot, illetve fontosnak tartják a gyilkossági ügybe belekeveredett ártatlan személyek tisztázását. Míg azonban Poirot detektívként annyira kívülálló, mint egy deus ex machina, Miss Marple a közösség egyfajta társadalmi lelkiismerete, ami néha alszik ugyan, de mindig jelen van és figyel. Egy kanadai kritika szerint míg Hercule Poirot Sherlock Holmesra emlékeztet, Miss Marple Maigret felügyelőhöz áll közel; ennek azonban részben ellentmond az a francia vélemény, amely szerint míg Poirot és Miss Marple az intelligenciájuk segítségével derítik fel a bűnügyeket, Maigret az ösztöneire hagyatkozik.

## Fogadtatása és hatása
Egyes kritikusi vélemények szerint Miss Marple alakjával Agatha Christie legitimizálta az olvasók érdeklődését a gyilkossági ügyek iránt: ha a jól nevelt és előkelő hölgy beavatkozhatott mások tragédiájába, akkor tökéletesen elfogadható az is, hogy az olvasó is megfigyelje ezeket. Ugyanakkor arra is rámutatnak, hogy Christie felfogása a nők szerepéről ellentmondásokat rejt magában: miközben egyik hősnője, Tuppance Beresford kezdeményező szellemű és független, és kalandjai a házasság és gyermekszülés után is folytatódnak, Miss Marple viszont Poirot briliáns tulajdonságai és arroganciája mellett alulmarad. Egyes elméletek szerint ez az ellentmondás a huszadik század elejének változásban levő nézeteit tükrözi. Agatha Christie regényei és Miss Marple alakja szerencsésen találkoztak a két világháború közötti korszak olvasói igényeivel: az erőszak bemutatása „ellenőrzött, higiénikus és intellektualizált módon” történik, és a női detektív megjelenítése megfelelt a nőknek a háború során szerzett önállósodási igényének. A két világháború közötti időszakban a brit kultúrában felerősödött a nemzeti identitás hangsúlyozása, és ebbe az áramlatba nagyon jól illeszkedett Miss Marple tipikusan angol vidéki alakja.
Egy elemzés rámutat, hogy a Marple-regények reneszánsza (beleértve a televízió által szerzett népszerűséget is), a Thatcher-korszak alatt következett be, amikor a miniszterelnök-asszony éppen a viktoriánus értékek megőrzését hirdette. Időtálló népszerűségére jellemző, hogy még egzegetikai tanulmányokban is megjelenik illusztrációként, de idézik a globális felmelegedésről szóló írásokban is, sőt a pletyka mint pszichológiai és szociológiai jelenség tanulmányozására is alkalmas.
Egy németországi elemzés szerint a Miss Marple-könyvek „különösen kedveltek, keresettek és piacképesek”. Míg a német kiadású Poirot-köteteket Agatha Christie képmása díszíti, a Marple-köteteken maga Miss Marple szerepel, tehát a fő vonzerőt nem a szerző, hanem a hős képviseli.

## Miss Marple megjelenései

### Regényekben
| Címe                                                             | Megjelenése és első kiadója                         | Megjelenése és első kiadója | Tartalomleírás |
| Címe                                                             | Eredeti                                             | Magyarországon              | Tartalomleírás |
| ---------------------------------------------------------------- | --------------------------------------------------- | --------------------------- | --- |
| Gyilkosság a paplakban (The Murder at the Vicarage)              | 1930 októbere Egyesült Királyság HarperCollins      | 1978 Budapest Magvető       | A gyilkosság Miss Marple közvetlen szomszédságában, a házával átellenben található paplakban történik. Az áldozat a helyi békebíró, Protheroe ezredes, aki egyúttal a presbitérium oszlopos tagja is. Mivel az ezredes harcias természete miatt a faluban enyhén szólva nem népszerű, és a családi élete sem boldog, gyanúsítottban nincs hiány. Miss Marple-t először tanúként hallgatja ki a rendőrség, de utána önálló gondolataival ő az, aki sikerrel megoldja az ügyet.                                                               |
| Holttest a könyvtárszobában (The Body in the Library)            | 1942 februárja Egyesült Államok Dodd, Mead & Co.    | 1969 Budapest Magvető       | Ez a regény is St. Mary Meadben, azaz Miss Marple saját falujában játszódik. Ezúttal Mrs. Bantry, Miss Marple barátnője kér segítséget, mivel egy fiatal lány holttestét találják a könyvtárszobájukban. Noha a rendőrség nem gyanúsítja Bantry ezredest, alattomos pletykák terjednek el róla és a falu elitje apránként kiközösíti. Így Miss Marple kötelességének érzi, hogy tisztázza az ügyet, hogy az ártatlanokra ne essen a gyanú árnyéka. Miután kikövetkezteti a dolgokat, a rendőrség segítségével csapdát állít a gyilkosoknak. |
| A láthatatlan kéz (The Moving Finger)                            | 1942 júliusa Egyesült Államok Dodd, Mead & Co.      | 1993 Budapest Hunga-Print   | Miss Marple-t ezúttal mint szakértőt kérik fel a többrendbeli gyilkosság kinyomozására. Az egyesek által nevetségesnek, mások által bosszantónak tartott névtelen levelek csak ködösítésül szolgálnak, azonban Miss Marple-t nem vezetik félre, mivel ő a jól bevált hasonlóságokra és sémákra támaszkodik. Segítője egy bátor fiatal lány, aki vállalja a csalétek szerepét. |
| Gyilkosság meghirdetve (A Murder is Announced)                   | 1950 júniusa Egyesült Királyság HarperCollins       | 1976 Budapest Magvető       | A cselekmény helyszíne Clipping Cleghorn, ahol Miss Marple a lelkész feleségénél vendégeskedik. Nem esik nehezére beleavatkozni a történet menetébe, hiszen a hozzá hasonló hölgyektől elvárják a kíváncsiskodást. Odafigyelve olyan apróságokra is, amelyek másoknak elkerüli a figyelmét – például egy szó helyesírása vagy az asztali lámpát díszítő figura – rájön az igazságra. Itt is csapdát állít a gyilkosnak, segítőtársa ezúttal az idegbeteg külföldi házvezetőnő és a gyilkos lelkiismerete.                                   |
| Szemfényvesztés (They Do It with Mirrors)                        | 1952. november 17. Egyesült Államok HarperCollins   | 1990 Budapest Sorger Kolon  | Miss Marple egy régi iskolatársnőjénél, Carrie Louise Serrocoldnál vendégeskedik - hivatalosan azért, mert Carrie úgy tudja, hogy barátnőjének elég nehéz az anyagi helyzete, valójában azonban felébresztették a gyanúját, hogy valami nincs rendben. A világtól elzárt kastélyban, a deviáns fiatalok között, szerényen meghúzódva a háttérben Miss Marple ismét meglátja a lényeget a szemfényvesztés mögött. |
| Egy marék rozs (A Pocket Full of Rye)                            | 1953. november 9. Egyesült Királyság HarperCollins  | 1977 Budapest Európa        | Az első áldozat, Mr. Rex Fortescue dörzsölt üzletember, akinek a világa nagyon távol áll a szelíd vidéki vénkisasszonyétól. Mégis, Miss Marple kötelességtudatból felkerekedik, hogy segítségére legyen a rendőrségnek, hiszen egyik következő áldozat, a csúnyácska és buta Gladys, az ő keze alatt tanult be szobalánynak. Miután elméleti alapon sikerül rekonstruálni az összes bűnesetet, egy tárgyi bizonyíték is kerül az elmélet igazolására.                                                                                       |
| Paddington 16.50 (4.50 from Paddington)                          | 1957 novembere Egyesült Királyság HarperCollins     | 1972 Budapest Európa        | Szokatlan módon, a regénybeli gyilkosságnak szemtanúja is van, Mrs. McGillicuddy személyében, akinek azonban senki sem akar hinni. Az egyedüli kivétel Miss Marple, aki pontosan tudja, mennyire nincs fantáziája barátnőjének, tehát saját költségére elkezdi a nyomozást. Amikor előkerül a holttest, természetesen a rendőrség is bekapcsolódik az ügybe, de a megoldás érdeme ismét Miss Marple-t illeti. |
| A kristálytükör meghasadt (The Mirror Crack'd from Side to Side) | 1962. november 12. Egyesült Királyság HarperCollins | 1978 Budapest Magvető       | A csendes St. Mary Meadbe, Bantry ezredesék egykori házába világhírű filmcsillag költözik. Az ő estélyén esik össze holtan a jelentéktelen fiatalasszony, a helybeli Szent János Mentőszolgálat vezetője. Miss Marple, aki kissé idegennek érzi a megváltozott világot, a szupermarketet és az új lakótelepet, a számára ugyanolyan idegen filmes világban tévedhetetlen biztonsággal tapint rá a szereplők belső mozgatórugóira – hiszen az emberi természet mindenhol egyforma.                                                           |
| Rejtély az Antillákon (A Caribbean Mystery)                      | 1964. november 16. Egyesült Királyság HarperCollins | 1970 Budapest Európa        | Unokaöccse jóvoltából Miss Marple egzotikus nyaralásra indul. A kellemes környezetben meghal a mindenki által unalmas fecsegőnek tartott nyugalmazott őrnagy, és halálát mindenki természetesnek tartaná, ha Miss Marple nem figyelne fel néhány furcsa dologra. Több gyilkosság is követi az elsőt, mígnem Miss Marple és szövetségese, a dúsgazdag és nyomorék Mr. Rafiellel szövetkezve, kézre keríti a gyilkost. Miss Marple itt alkalmazza magára először a Nemezis szót, mély benyomást gyakorolva a milliomosra.                     |
| A Bertram Szálló (At Bertram's Hotel)                            | 1965. november 15. Egyesült Királyság HarperCollins | 1969 Kecskemét Európa       | Miss Marple Londonban időzik és feleleveníti gyermekkori emlékeit. A háború utáni Angliában a környezet alaposan megváltozott, kivéve a Bertram Szállót, ami az eltelt idő ellenére olyannak maradt meg, ahogy az idős hölgy emlékeiben élt. Azonban ez a változatlanság egyáltalán nem természetes, túl szép, hogy igaz legyen, így Miss Marple figyelni kezd. Végül megint az ő odafigyelésének köszönhető, hogy azonosítják a gyilkost.                                                                                                  |
| Nemezis (Nemesis)                                                | 1971 novembere Egyesült Királyság HarperCollins     | 1979 Budapest Európa        | Az egyik előző regényben megismert Mr. Rafiel végrendeletében jókora pénzösszeget hagyományoz Miss Marple-ra, azzal a feltétellel, hogy végezzen el egy feladatot. Noha Miss Marple-nak először még arra is rá kell jönnie, hogy mi a feladat, a könyv végére eleget tesz igazságosztói feladatának. |
| Szunnyadó gyilkosság (Sleeping Murder)                           | 1976 októbere Egyesült Királyság HarperCollins      | 1991 Budapest Hunga-Print   | Miss Marple unokaöccsénél találkozik a szintén ott vendégeskedő Gwendával. A fiatalasszony sokkot kap egy színházi előadáson, és ahogy Miss Marple gondjaiba veszi, rájönnek, hogy Gwenda gyermekkorában egy azóta is feltáratlan gyilkosság szemtanúja lehetett. Miss Marple megpróbálja lebeszélni Gwendát a további kutakodásról, de amikor nem jár sikerrel, szívvel-lélekkel segít neki a nyomozásban. |

### Novellákban
| Kötetcíme                                                    | Megjelenése és első kiadója                        | Megjelenése és első kiadója    | Novella címe |
| Kötetcíme                                                    | Eredeti                                            | Magyarországon                 | Novella címe |
| ------------------------------------------------------------ | -------------------------------------------------- | ------------------------------ | --- |
| Tizenhárom rejtély (The Thirteen Problems)                   | 1932 júniusa Egyesült Királyság HarperCollins      | 1995 Budapest Magyar Könyvklub | A kötetben szereplő összes novella Miss Marple szereplésével játszódik. Ezek sorrendben: A Kedd Esti Klub (angolul: The Tuesday Night Club); Asztarté szentélye (angolul: The Idol House of Astarte); Aranyrudak (angolul: Ingots of Gold); A vérfoltos járda (angolul: The Blood-Stained Pavement); Indíték kontra lehetőség (angolul: Motive versus Opportunity); Szent Péter hüvelykujja (angolul: The Thumb Mark of St. Peter); A kék muskátli (angolul: The Blue Geranium); A társalkodónő (angolul: The Companion); A négy gyanúsított (angolul: The Four Suspects); Karácsonyi tragédia (angolul: A Christmas Tragedy); Halálhozó gyógyfű (angolul: The Herb of Death); Rejtély a nyári lakban (angolul: The Affair at the Bungalow); Halál a patakban (angolul: Death by Drowning). |
| A karácsonyi puding (The Adventure of the Christmas Pudding) | 1960. október 24. Egyesült Királyság HarperCollins | 1995 Budapest Magyar Könyvklub | A kötetben a hat novella közül az utolsóban, a Greenshaw bolondvára (angolul: Greenshaw's Folly) című novellában jelenik meg. |
| Gyilkosság méretre (Miss Marple's Final Cases)               | 1979 októbere Egyesült Királyság HarperCollins     | 1995 Budapest Magyar Könyvklub | A kötetben való novellákban lévő megjelenései: Menedék (angolul: Sanctuary); Fura tréfa (angolul: Strange Jest); Gyilkosság méretre (angolul: The Tape-Measure Murder); A házmesterné bosszúja (angolul: The Case of the Caretaker); A tökéletes szobalány (angolul: The Case of the Perfect Maid); Miss Marple mesél (angolul: Miss Marple Tells a Story). |

### Megszemélyesítői filmekben és televíziós sorozatokban
Gracie Fields
Az 1950-ben megjelent Gyilkosság meghirdetve című regény volt az első regényfeldolgozás – beleértve a színdarabokat is –, melyben Miss Marple megjelent. Az amerikai NBC Television Goodyear TV Playhouse sorozata részeként hat évvel később, 1956-ban mutatták be a 60 perces tévéfilmet, amelyben a vénkisasszonyt Gracie Fields, a legendás angol színész-énekesnő alakította, olyan partnerek társaságában, mint Jessica Tandy és Roger Moore.
Margaret Rutherford
Az 1960-as években George Pollock rendezésében a Metro-Goldwyn-Mayer produkciójában négy angol mozifilm került bemutatásra. Az első film a Paddington 16.50 feldolgozása volt, melyet 1962-ben Gyilkosság, szólt a hölgy címmel mutattak be népszerű komika, Margaret Rutherford alakításában. 1963-ban került a mozikba a Temetni veszélyes című regényből készült film, a Gyilkosság a Gallop Szállóban, majd 1964-ben a Mrs. McGinty halott filmváltozata. Szintén ebben az évben mutatták be a Gyilkosság a tengeren című filmet is, melynek érdekessége, hogy nem Christie-mű alapján készült.
E feldolgozások arról „híresek”, hogy szinte nem is azokon a történeteken alapszanak, melyeket Agatha Christie megírt. A négy mozifilm forgatókönyvét David Pursall és Jack Seddon írta, akik olyan hatalmas változtatásokat eszközöltek, hogy a Temetni veszélyes, illetve a Mrs. McGinty meghalt című regényben nyomozó Hercule Poirot-t eltávolították, s helyére Miss Marple-t állították.
Agatha Christie, noha jó véleménnyel volt a színésznőről (csodálata jeléül neki ajánlotta A kristálytükör meghasadt című könyvét), alakítását nem tartotta megfelelőnek, szerinte még csak nem is emlékeztet az írónő által megalkotott Miss Marple-ra.
Inge Langen
A Gyilkosság a paplakban 1970-es német TV-változatában (Mord im Pfarrhaus) Inge Langen játszotta Miss Marple szerepét. A filmet Hans Quest rendezte a ZDF csatorna számára, csakúgy mint a Tíz kicsi néger című Christie-regény 1969-ben bemutatott feldolgozását.
Angela Lansbury
A hazánkban Gyilkos sorok (Murder, She Wrote) címmel futó sorozat Jessica Fletcherje, Angela Lansbury minden bizonnyal a Halál a Níluson 1978-as feldolgozásában nyújtott kiváló alakítása miatt kapta meg az EMI-Paramount Filmstudios két évvel későbbi, 1980-ban bemutatott, A kristálytükör meghasadt (The Mirror Crack'd) filmadaptációjának főszerepét. A mozifilm óriási sztárgárda közreműködésével – többek között Elizabeth Taylor, Rock Hudson, Geraldine Chaplin, Tony Curtis, Kim Novak – készült. Néhány másodperc erejéig, ifjú színészként megjelenik a pályakezdő Pierce Brosnan is, aki később James Bondként aratott világsikert. Az ekkor még csak 55 éves Lansbury túl fiatal volt ahhoz, hogy smink nélkül eljátszhassa a vénkisasszony szerepét, így a sminkesek nem kis mennyiségű arcfestéket használtak fel a színésznő eme szerepének tökéletesítésére.
Helen Hayes
Az Oscar-díjas Helen Hayes mindössze két Christie-opus megfilmesítésében alakította a St. Mary Mead-i vénkisasszonyt. Az első az 1983-as Rejtély az Antillákon, a második pedig az egy évvel később, 1984-ben bemutatott Tükrökkel csinálják volt.
Ita Ever
1983-ban az észt Ita Ever játszotta Miss Marple szerepét az Egy marék rozs szovjet filmfeldolgozásában (Tajna csornih drozdov). A címet a regény orosz nyelvű fordításáról kapta, amelynek jelentése: A feketerigók titka.
Joan Hickson
Miss Marple-t többen is életre keltették különböző filmekben, de az egyik legmaradandóbb és a könyvbeli személyhez leghasonlóbb módon Joan Hickson angol színésznő alakította. Agatha Christie, miután látta a Találkozás a halállal című regény 1945-ös színházi bemutatóján, azt írta neki, hogy reméli, egyszer ő fogja játszani Miss Marple szerepét. A BBC 1984 és 1992 között az ő főszereplésével elkészítette mind a tizenkét Marple-regény filmváltozatát. Egyik rajongója II. Erzsébet brit királynő volt, aki azt mondta a színésznőnek 1987-ben, a Brit Birodalom Rendjének átadásakor: „Ön pontosan úgy alakítja a figurát, ahogy az ember elképzelte.”
| #   | Epizód eredeti címe                  | Rendezte          | Forgatókönyv | Eredeti bemutató   | Epizód magyar címe          | Magyar hang                                          | IMDb |
| --- | ------------------------------------ | ----------------- | ------------ | ------------------ | --------------------------- | ---------------------------------------------------- | ---- |
| 1.  | The Body in the Library              | Silvio Narizzano  | T.R. Bowen   | 1984. december 26. | Holttest a könyvtárszobában | Komlós Juci                                          | 1    |
| 2.  | The Moving Finger                    | Roy Boulting      | Julia Jones  | 1985. február 21.  | A láthatatlan kéz           | Komlós Juci                                          | 2    |
| 3.  | A Murder is Announced                | David Giles       | Alan Plater  | 1985. február 28.  | Gyilkosság meghirdetve      | Komlós Juci                                          | 3    |
| 4.  | A Pocket Full of Rye                 | Guy Slater        | T.R. Bowen   | 1985. március 7.   | Egy marék rozs              | Komlós Juci                                          | 4    |
| 5.  | The Murder at the Vicarage           | Julian Amyes      | T.R. Bowen   | 1986. december 25. | Gyilkosság a paplakban      | Komlós Juci (1. szinkron) Kassai Ilona (2. szinkron) | 5    |
| 6.  | Sleeping Murder                      | John Davies       | Ken Taylor   | 1987. január 11.   | Takard el az arcát!         | Komlós Juci                                          | 6    |
| 7.  | At Bertram's Hotel                   | Mary McMurry      | Jill Hyem    | 1987. január 25.   | A Bertram Szálló            | Komlós Juci                                          | 7    |
| 8.  | Nemesis                              | David Tucker      | T.R. Bowen   | 1987. február 8.   | Nemezis                     | Komlós Juci (1. szinkron) Kassai Ilona (2. szinkron) | 8    |
| 9.  | 4.50 from Paddington                 | Martyn Friend     | T.R. Bowen   | 1987. december 25. | Paddington 16.50            | Kassai Ilona                                         | 9    |
| 10. | A Caribbean Mystery                  | Christopher Petit | T.R. Bowen   | 1989. december 25. | Rejtély az Antillákon       | Tolnay Klári                                         | 10   |
| 11. | They Do It with Mirrors              | Norman Stone      | T.R. Bowen   | 1991. december 29. | Nem csalás, nem ámítás      | ?                                                    | 11   |
| 12. | The Mirror Crack'd from Side to Side | Norman Stone      | T.R. Bowen   | 1992. december 27. | A kristálytükör meghasadt   | Pásztor Erzsi                                        | 12   |

Raakhí (Raakhí Gulzar, hindi nyelven राखी गुलजार)
2003-ban egy bollywoodi film készült A kristálytükör meghasadt alapján, ebben alakította a bengáli színésznő Miss Marple szerepét.
Geraldine McEwan
A Hickson halála után forgatott angol tévésorozatban Geraldine McEwan angol színésznő alakította Miss Marple-t. A sorozat olyan epizódokat is tartalmaz, amelyek eredetijében Miss Marple nem szerepel. A Marple sorozat első három évadjának filmjei:
- Holttest a könyvtárszobában (The Body in the Library) (2004)
- Gyilkosság a paplakban (The Murder at the Vicarage) (2004)
- Paddington 16.50 (4.50 from Paddington) (2004)
- Gyilkosság meghirdetve (A Murder Is Announced) (2004)
- Szunnyadó gyilkosság (Sleeping Murder) (2006)
- A láthatatlan kéz (The Moving Finger) (2006)
- Balhüvelykem bizsereg (By the Pricking of My Thumbs) (2006)
- A Sittaford-rejtély (The Sittaford Mistery) (2006)
- A Bertram Szálló (At Bertram's Hotel) (2007)
- Az alibi (Ordeal by Innocence) (2007)
- Éjféltájt (Towards Zero) (2008)
- Nemezis (Nemesis) (2008)

Julia McKenzie
A Marple negyedik évadjától Julia McKenzie vette át a szerepet. Az ő közreműködésével készültek az alábbi epizódok:
- Egy marék rozs (A Pocketful of Rye) (2009)
- Könnyű gyilkosság (Murder is Easy) (2009)
- Miért nem szóltak Evansnek? (Why Didn't They Ask Evans?) (2009)
- Szemfényvesztők (They Do It with Mirrors) (2009)
- Bűbájos gyilkosok (The Pale Horse) (2010)
- A kastély titka (The Secret of Chimneys) (2010)
- A kék muskátli (The Blue Geranium) (2010)
- A kristálytükör meghasadt (The Mirror Crack'd from Side to Side) (2010)
- Rejtély az Antillákon (A Caribbean Mystery) (2013)
- Greenshaw bolondvára] (Greenshaw's Folly) (2013)
- Végtelen éjszaka (Endless Night) (2013)

### Egyéb megjelenések

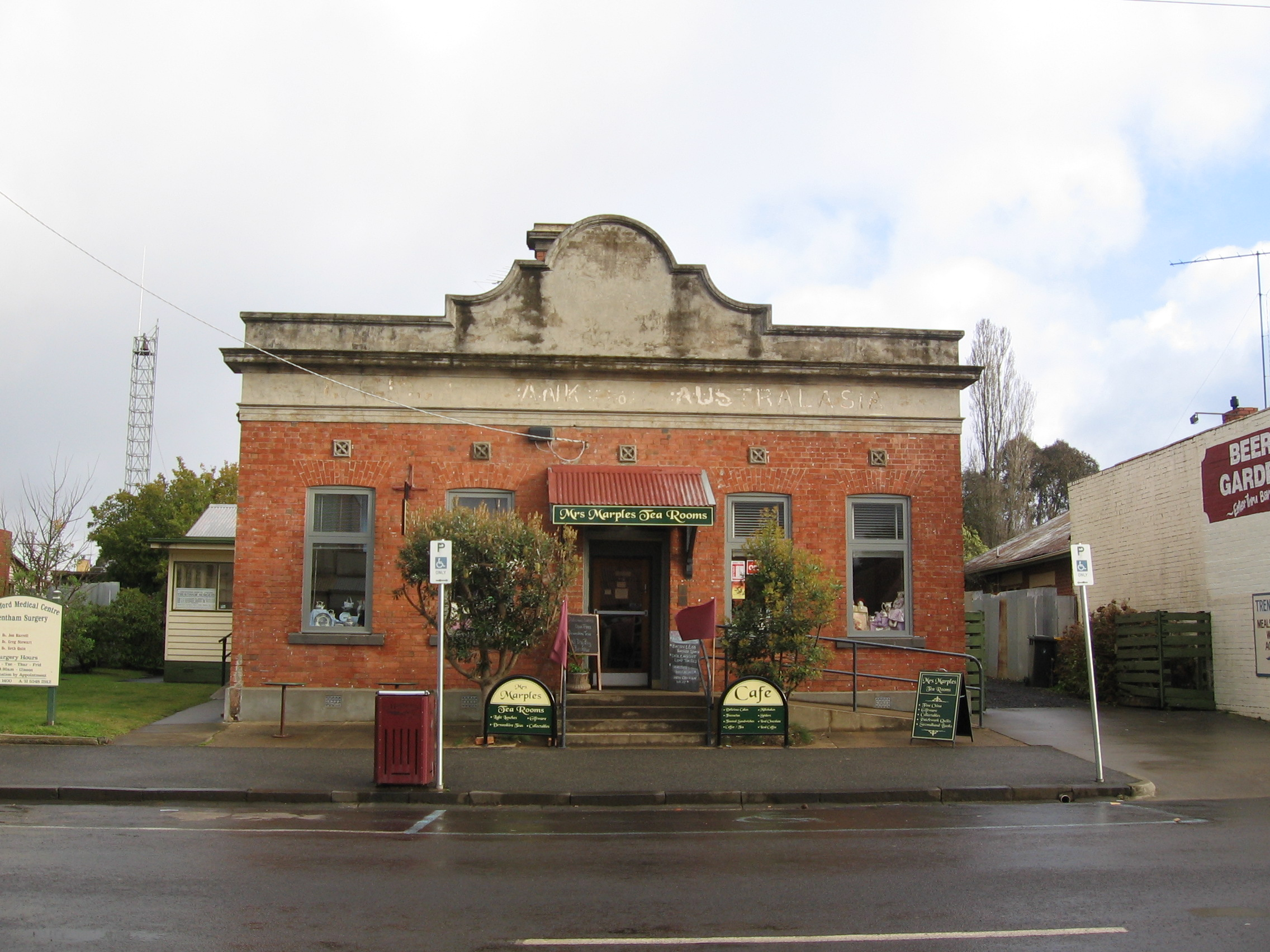
Miss Marple Tea Room
Miss Marple-ról elnevezett teaház Ausztráliában

1984-től kezdve a BBC rádiójátékokat készített a Miss Marple-novellákból; ezeket nagy sikerrel sugározták. 1993-2001 között a BBC 4 elkészítette az összes Marple-regény rádióváltozatát June Whitfielddel a főszerepben, ezeket még 2008-2009-ben is sugározták.
2004-ben egy 39 részes anime-sorozat készült Agatha Christie no Meitantei Poirot to Marple címmel, amelyben Miss Marple és Hercule Poirot egyaránt szerepelnek. Az összekötő kapocs köztük Mabel West, Miss Marple unokaöccsének, Raymond Westnek a lánya, aki Poirot asszisztense lesz. (Agatha Christie-nek viszont nem állt szándékában két híres hősét egyazon regényben szerepeltetni, noha rengeteg levelet kapott a rajongóktól, akik kérték ezt tőle. A találkozóra azonban nem került sor, és hogy miért, azt megalkotójuk így foglalta össze önéletrajzi írásában: „Biztosra veszem, ők nem élveznék ezt a találkozót: Hercule Poirot, ez a tökéletes egoista aligha örülne annak, ha szakmai dolgokban kioktatná egy vénkisasszony, és profi nyomozóként nem érezné otthon magát Miss Marple világában. Mindketten sztárok, de két különböző világban élnek és mozognak.”)